# Plantae e Familiae Asperifoliarum Nuciferae
Plantae e Familiae Asperifoliarum Nuciferae (abreviado Pl. Asperif. Nucif.) es un libro con ilustraciones y descripciones botánicas que fue escrito por el naturalista y botánico alemán Johann Georg Christian Lehmann y publicado en Berlín en dos partes en el año 1818.